# 465 av. J.-C.
Cette page concerne l'année 465 av. J.-C. du calendrier julien proleptique.

## Événements
- Printemps[1] : début de la révolte de Thasos qui se sépare de la confédération de Délos, impitoyablement réprimée en 463 av. J.-C.[2]
  - Cimon d'Athènes essaye d'installer des colons athéniens en Thrace pour mettre la main sur les mines d'argent du mont Pangée. Mais cette colonie est massacrée à Drabescos, à l'intérieur des terres en 465-464, et cet acte de vouloir fonder une colonie provoque la révolte de Thasos, qui exploitait avant ces mines de métaux précieux. Athènes mate cette révolte en deux ans comme elle l'a déjà fait à Naxos en 470 av. J.-C. Son impérialisme commence à se faire sentir pesamment, ceux qui sont entrés dans la Ligue de Délos doivent y rester. Thasos doit détruire ses murs, livrer sa flotte, abandonner ses possessions en Thrace et payer des indemnités de guerre. Sa puissance est brisée[3].

- 4-8 août : Xerxès Ier, roi de Perse, est assassiné par son ministre Artaban à Suse[4]. Son fils Artaxerxès Ier Makrocheir (longues mains) lui succède (fin de règne en 424 av. J.-C.). Il fait assassiner ses frères pour s’assurer le trône. Son long règne est consacré aux problèmes intérieurs (répression des révoltes des satrapes et des peuples soumis). Artaxerxès entreprend une réorganisation au sein des satrapies, œuvre qui sera bénéfique à l’empire qui entre dans un siècle de calme et de relative prospérité.

- 13 octobre : début à Rome du consulat de Q. Fabius Vibulanus (pour la seconde fois) et Titus Quinctius Capitolinus Barbatus (pour la troisième fois)[5].

- Éphialtès devient le chef du parti démocratique à Athènes[6].

## Naissances
- Théodore de Cyrène, mathématicien.

## Décès en -465
- Xerxès Ier, roi des Perses, est assassiné par un de ses gardes à l'instigation de son ministre Artaban.
- Le poète Anacréon, qui chantait l’amour, l’ivresse et la musique (né vers 550 av. J.-C.).